# Stará škola (Smíchov)
Stará škola, budova Na Bělidle 34 v Praze 5 je nejstarší zachovaná školní budova na Smíchově (z roku 1857), dnes sloužící mimoškolním účelům.

## Předchůdce
První smíchovská škola (jednotřídní farní česká škola) vznikla v roce 1786. V té době měl Smíchov pouhých 60 popisných čísel, škola byla umístěna v popisném čísle 81, v místech dnešního Arbesova náměstí. Škola již od svého vzniku svou velikostí nepostačovala rostoucímu Smíchovu, i když byla postupně rozšířena na tři třídy.

## Historie

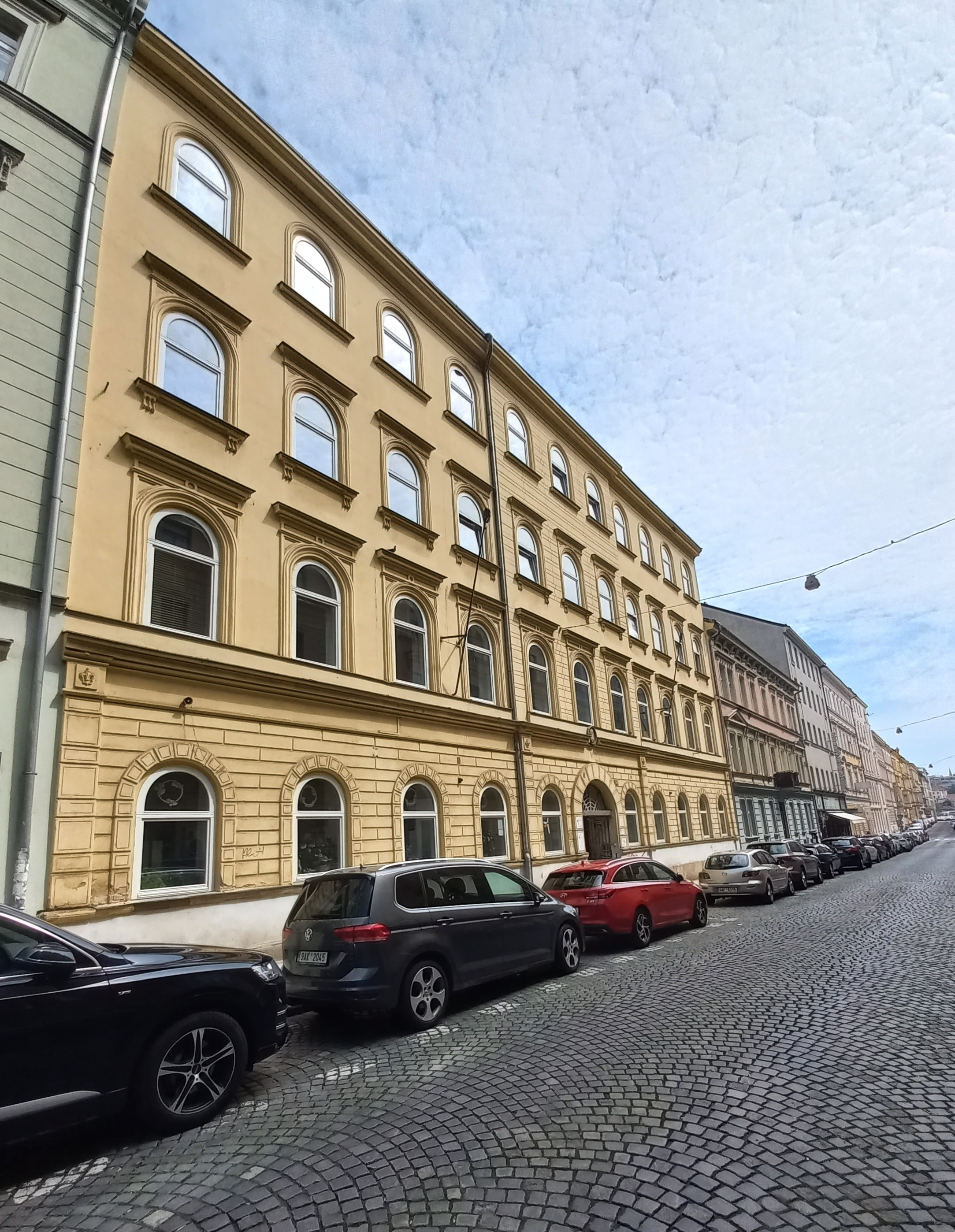
Praha 5, Na Bělidle 34

### Vznik školy
Podnikatel (majitel smíchovské kartounky) Šalamoun Příbram věnoval pro výstavbu nové školy pozemek v dnešní ulici Na Bělidle. K tomu velkoobchodník Jan B. Riedl z Riedensteinu věnoval na stavbu školy 1 000 zl. Další obecní příspěvky (Smíchov 12 800 zl., Praha 6 000 zl., Radlice 1 800 zl.) umožnily výstavbu nové budovy, která byla otevřena 1. října 1857. V roce 1867 došlo ke zvýšení školy o jedno patro, do kterého byla umístěna průmyslová škola.

### Další využití školy
V roce 1883 dala zemská školní rada souhlas, aby smíchovská obecná dívčí škola byla rozdělena na dvě samostatné školy. Podle údaje Národního pedagogického muzea byla II. obecná škola dívčí umístěna do dnešní ulice Na Bělidle na počátku 20. století.
V letech 1909-1951 zde sídlila Odborná škola pro ženská povolání, později pod názvem Městská průmyslová škola Praha XVI. - Smíchov. Ve školním roce 1951/1952 sem byla dočasně umístěna Vyšší průmyslová škola zeměměřická.
Poté sloužil objekt opět základnímu školství, když v letech 1952-1964 zde byla umístěna Základní devítiletá škola Praha 5 - Smíchov, Na Bělidle 34, která v letech 1952-1960 nesla název 106. osmiletá střední škola Praha XVI.
V 70. letech 20. století uváděla budovu Na Bělidle 34 jako své sídlo Střední průmyslová škola elektrotechnická pro pracující, v letech 1982–1990 zde měla svá odborná pracoviště Střední průmyslová škola sdělovací techniky.

## Galerie

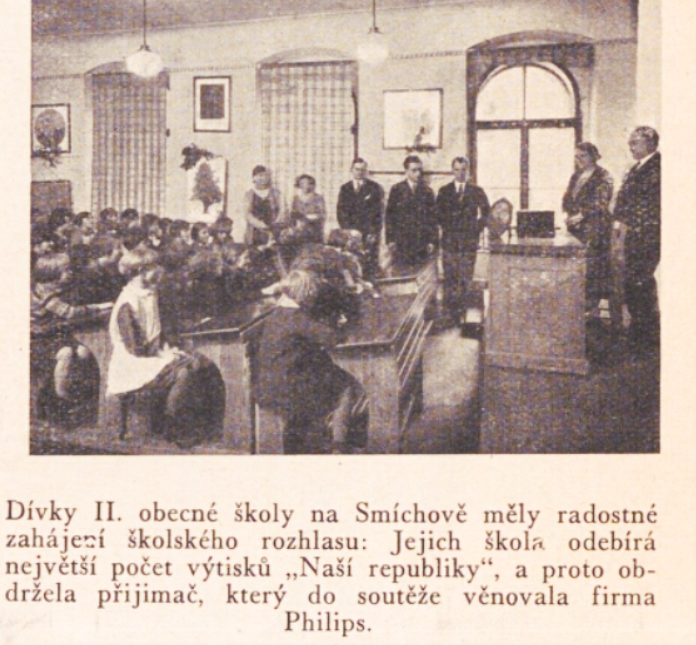
Žačky II. obecné dívčí školy Smíchov (1930)
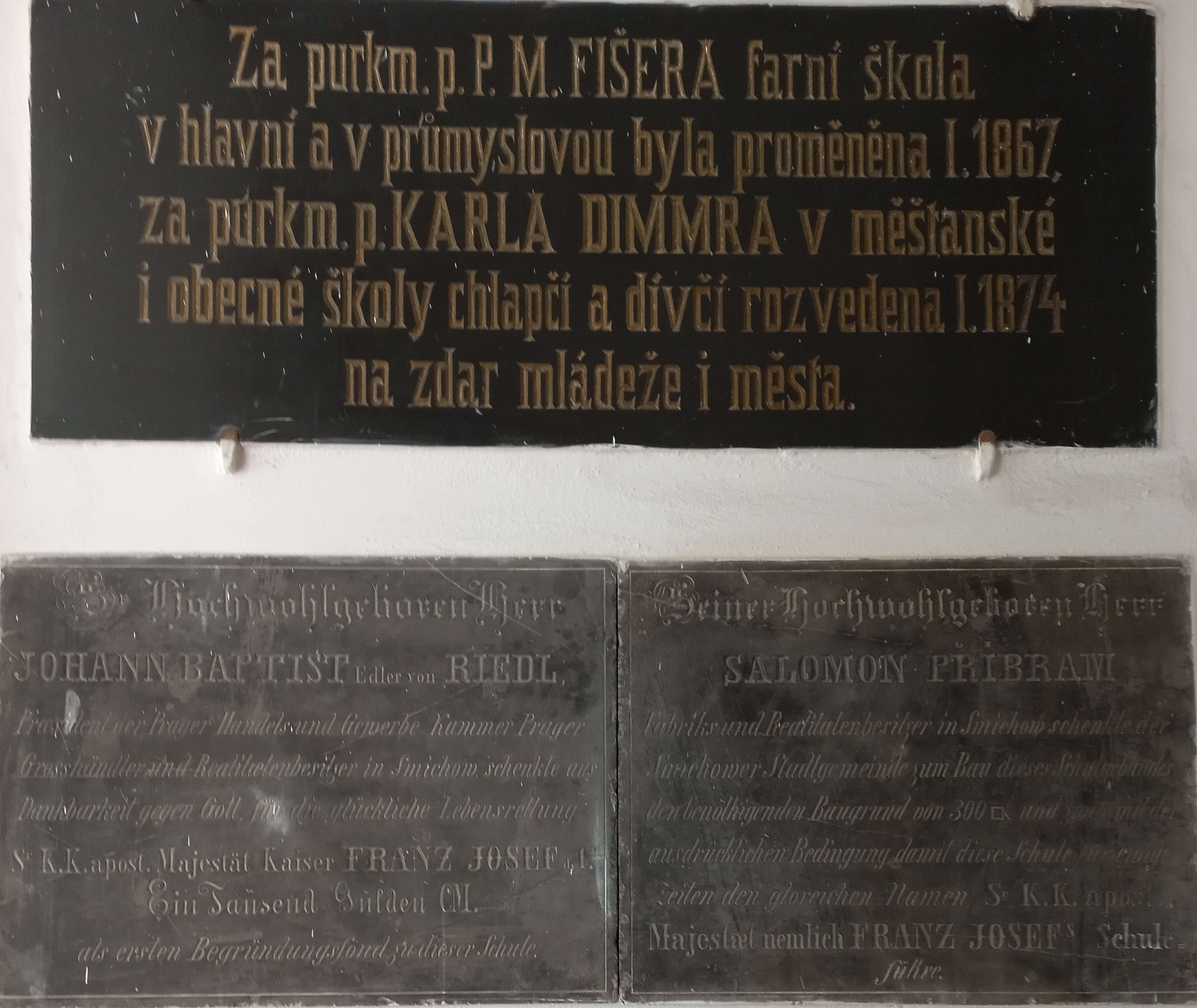
Na Bělidle 34, pamětní desky ve vstupní prostoře (připomínka iniciátorů stavby)
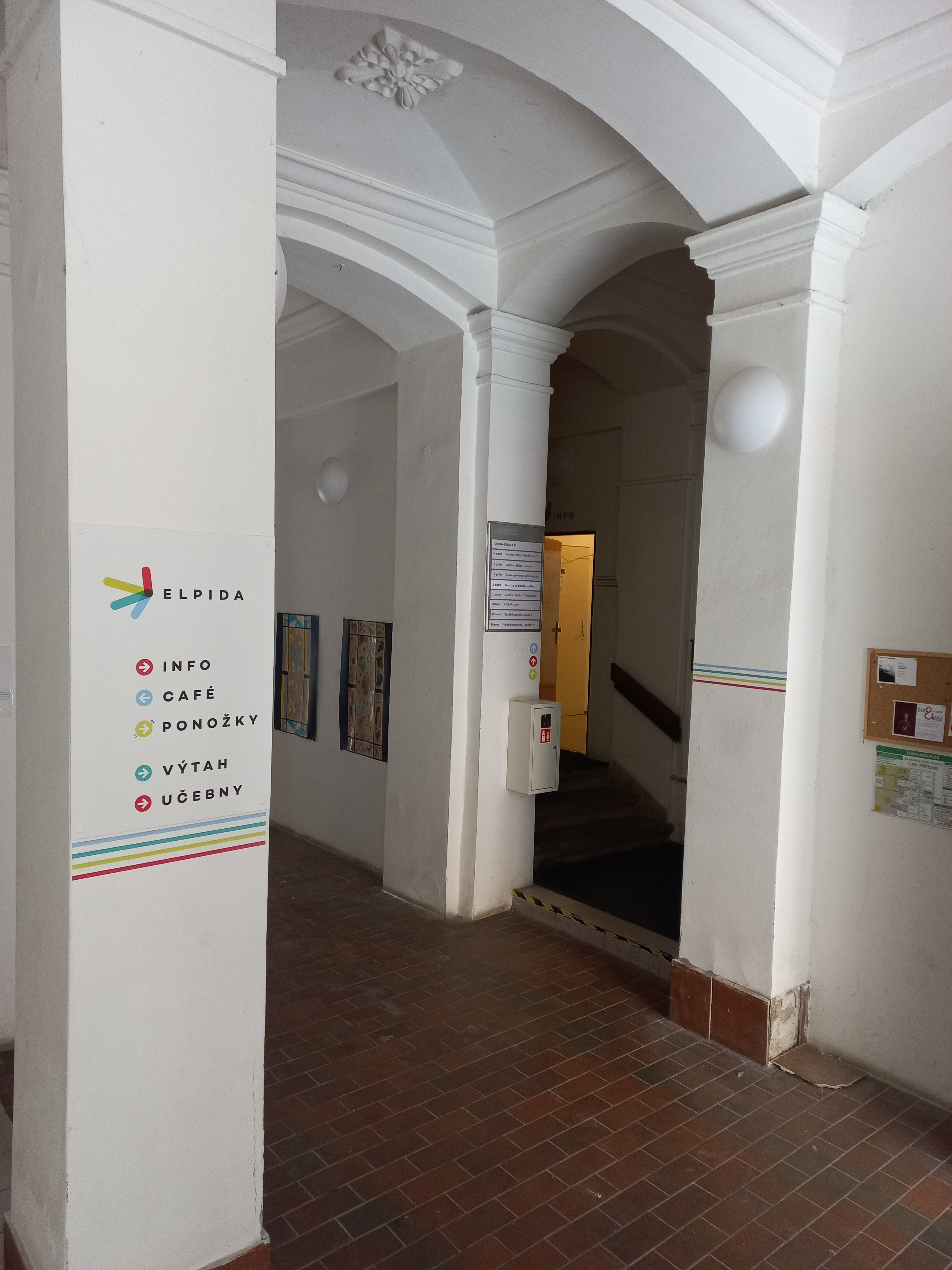
Na Bělidle 34, vstup (2023)
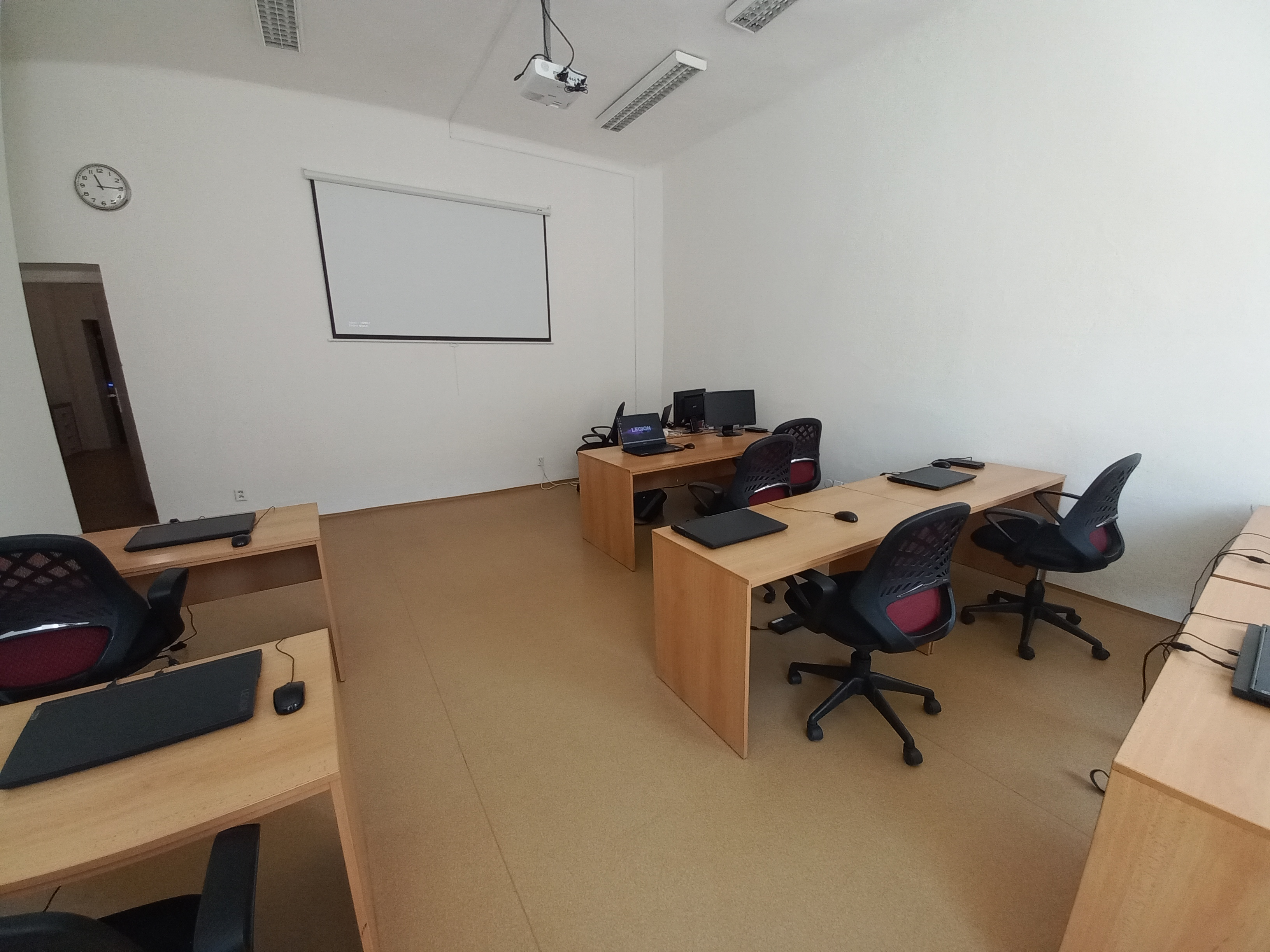
Počítačová učebna Elpida (2023)

## Osobnosti školy
- Ferdinand Drůbek (1844–1904) se po delší učitelské kariéře stal ředitelem II. obecné školy dívčí. Byl aktivní v různých spolcích, stal se i členem smíchovského zastupitelstva.[11] Spolu s hudebním skladatelem Josefem A. Bergmannem (1822–1901) redigoval sborníky kostelních a lidových písní pro školní mládež; byl vydavatelem většiny těchto publikací.[12][13]
- František Jan Zoubek, historik, komeniolog (1867–1873 ředitel hlavní a průmyslové školy na Smíchově)
- Malíř Lev Lerch (žák)

## Zajímavost
V roce 1906 se pohoršovaly Národní listy nad tím, že na této české škole, pojmenované po císaři Františku Josefovi I., je nápis v němčině Franz Josephs Schule a ne v češtině.

## Budova po roce 1990
Po roce 1990 sídlily v budově různé soukromé firmy, dále např. Senioři České republiky, z. s. (2018–2021). 
Jako své sídlo či pobočku udává v současnosti (stav 2023) budovu Na Bělidle 34 Česká společnost ornitologická (od roku 2014) a spolek Sdružení bývalých politických vězňů ČR 1948-1989.
Od roku 2020 zde působí obecně prospěšná společnost Elpida, která zde nabízí komplexní program pro seniory. Od prosince 2023 je zde také kavárna Stará škola, kde Elpida zaměstnává seniory.